# 第43回スーパーボウル
第43回スーパーボウル（Super Bowl XLIII）は、2009年2月1日にアメリカ合衆国フロリダ州タンパのレイモンド・ジェームス・スタジアムで開催されたアメリカンフットボールの試合。2008年シーズンのNFL優勝をかけて、AFC王者ピッツバーグ・スティーラーズとNFC王者アリゾナ・カージナルスが対戦した。接戦の末、スティーラーズが27-23でカージナルスを下し、3年ぶり6回目の優勝を果たした。スティーラーズのマイク・トムリンは史上最年少の36歳でスーパーボウル優勝ヘッドコーチとなった。

## 開催地
2005年5月25日に開催地が、最終4候補都市のなかからフロリダ州タンパに決定した。ほかの最終候補はジョージア州アトランタ、テキサス州ヒューストン、フロリダ州マイアミだった。スーパーボウルがタンパで開催されるのは4回目。レイモンド・ジェームス・スタジアムでの開催は、トレント・ディルファー、レイ・ルイス、ケリー・コリンズ、マイケル・ストレイハンといった選手が出場した第35回大会以来、8年ぶり2度目であった。
| 回                                 | AFC代表                  | スコア             | NFC代表                    | MVP                | MVP                      |
| タンパ・スタジアム                 | タンパ・スタジアム       | タンパ・スタジアム | タンパ・スタジアム         | タンパ・スタジアム | タンパ・スタジアム       |
| ---------------------------------- | ------------------------ | ------------------ | -------------------------- | ------------------ | ------------------------ |
| 18                                 | ロサンゼルス・レイダース | 38-9               | ワシントン・レッドスキンズ | RB                 | マーカス・アレン         |
| 25                                 | バッファロー・ビルズ     | 19-20              | ニューヨーク・ジャイアンツ | RB                 | オーティス・アンダーソン |
| レイモンド・ジェームス・スタジアム |                          |                    |                            |                    |                          |
| 35                                 | ボルチモア・レイブンズ   | 34-7               | ニューヨーク・ジャイアンツ | LB                 | レイ・ルイス             |

   は、勝利したチーム

## 出場チーム
スティーラーズは2006年シーズン終了後、15シーズン指揮を執っていたヘッドコーチのビル・カウワーが通算149勝90敗1分、プレーオフ12勝9敗の成績を残し勇退した。オフェンスコーディネーターのケン・ウィゼンハントかアシスタントヘッドコーチのラス・グリムが後任として有力視されていたが、結局ミネソタ・バイキングスのディフェンスコーディネーターであったマイク・トムリンがスティーラーズのヘッドコーチに就任した。ウィゼンハントは1947年以来優勝から遠ざかっているアリゾナ・カージナルスのヘッドコーチに就任、グリムもカージナルスのアシスタントヘッドコーチとなった。

### アリゾナ・カージナルス

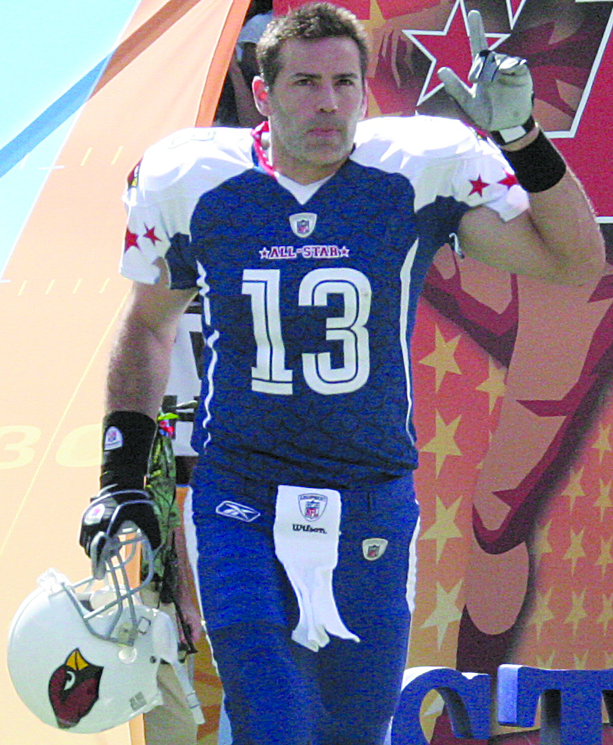
QBワーナー

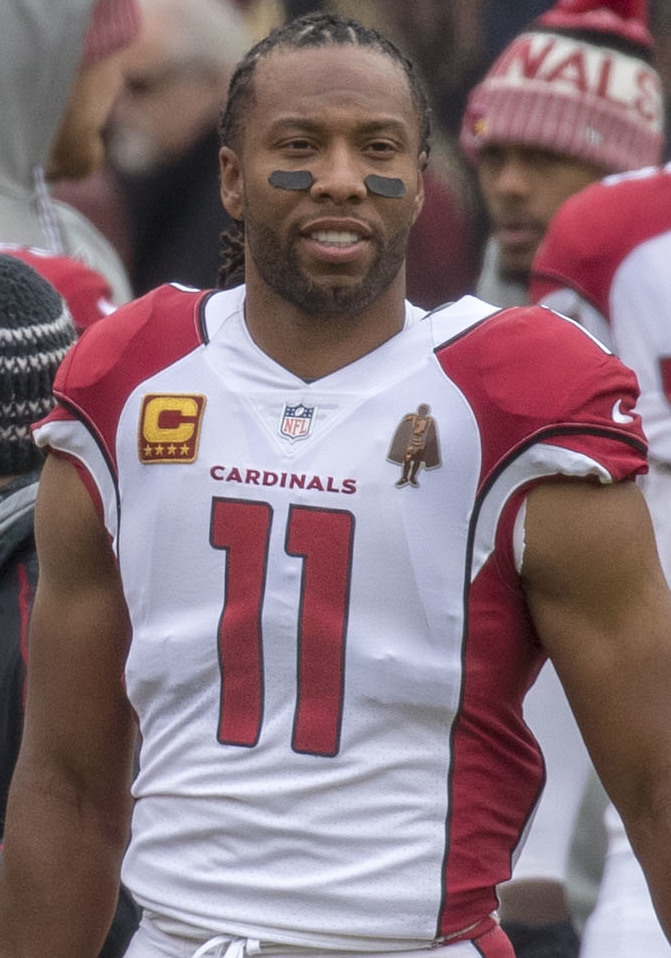
WRフィッツジェラルド

ウィゼンハントヘッドコーチが就任して最初のシーズン、2007年は8勝8敗で終えた。2008年は9勝7敗の成績だったがNFC西地区優勝を果たし、スーパーボウルまで駒を進めた。9勝7敗のチームがスーパーボウルに出場するのは第14回スーパーボウルのロサンゼルス・ラムズ以来のこと。
カージナルスの成功の要因の1つとして37歳のQB、カート・ワーナーの活躍があげられる。ワーナーはNFLのドラフトで指名されず、アリーナフットボールリーグで4シーズンプレイした後、セントルイス・ラムズの控えQBとなった。そしてプレシーズンゲームでエースQBのトレント・グリーンが負傷してチャンスを手にするとスーパーボウル出場2回（第34回で優勝、第36回にも出場を果たした）、シーズンMVPには2回選ばれた。しかし彼は2002年に負傷してマーク・バルジャーに先発QBの座を奪われて、ニューヨーク・ジャイアンツに移籍した。2004年のドラフト1巡目でイーライ・マニングが入団するとまたしても先発の座を失い、2005年にカージナルスに入団したが怪我のため三度先発QBの座を失った。2006年のドラフト1巡目でカージナルスはハイズマン賞受賞QBのマット・ライナートを獲得、2006年シーズン、ワーナーの出場機会は大きく減った。2007年ライナートが負傷して先発の座に返り咲いたワーナーは27タッチダウンをあげQBレイティング89.7の数字を残した。2008年にワーナーは自己ベストの4,583ヤードを獲得、30タッチダウンをあげてインターセプトはわずか14回でQBレイティングはNFCトップの96.9となった。ラリー・フィッツジェラルド（96回のキャッチで1431ヤード獲得、12タッチダウン）、アンクワン・ボールディン（89回のキャッチで1038ヤード獲得、11タッチダウン）、スティーブ・ブレストン（77回のキャッチで1006ヤード獲得、3タッチダウン、パント/キックオフリターンで900ヤード獲得）の3人がレシーブで1000ヤード以上をあげている。同一チームから1000ヤード以上レシーブした選手が3人出たのは史上5回目のことである。ランではベテランのエジャリン・ジェームスがチームトップの514ヤード、ルーキーのティム・ハイタワーが399ヤード、10タッチダウン、レシーブでも34キャッチで237ヤードを獲得した。カージナルスのオフェンスはリーグ4位の1試合平均365.8ヤードを獲得、リーグ3位の422得点をあげた。
一方ディフェンスはリーグ28位の失点を相手チームに許した。ディフェンスラインマンのバートランド・ベリーは5サック、2ファンブルフォース、ラインバッカーのカルロス・ダンスビーは4サック、2インターセプト、2ファンブルフォース、チームトップの119タックル、ルーキーのコーナーバック、ドミニク・ロジャース＝クロマティがチームトップの4インターセプト、プロボウル選出セイフティのエイドリアン・ウィルソンはチーム4位の75タックルをあげた。

### ピッツバーグ・スティーラーズ

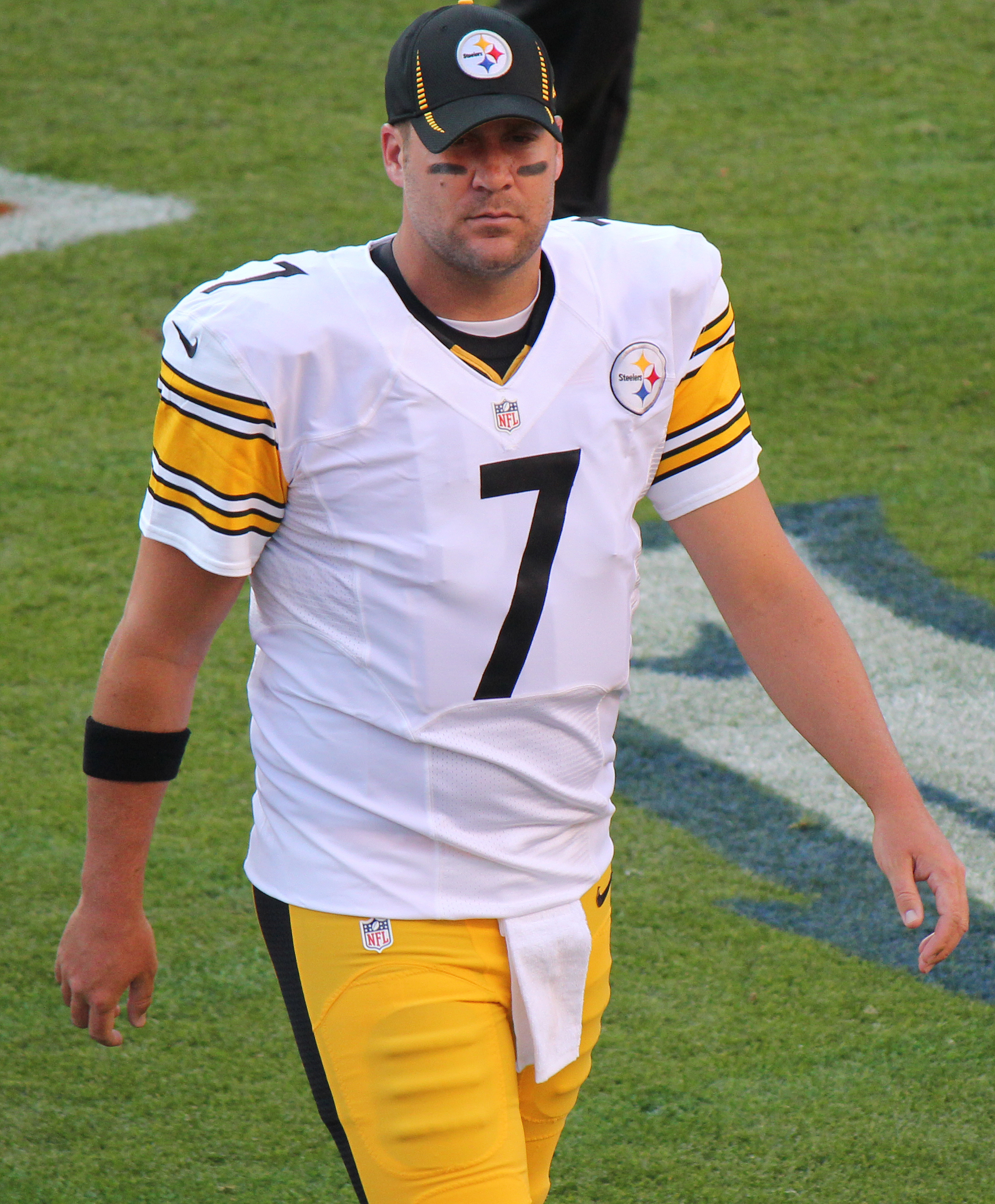
QBロスリスバーガー

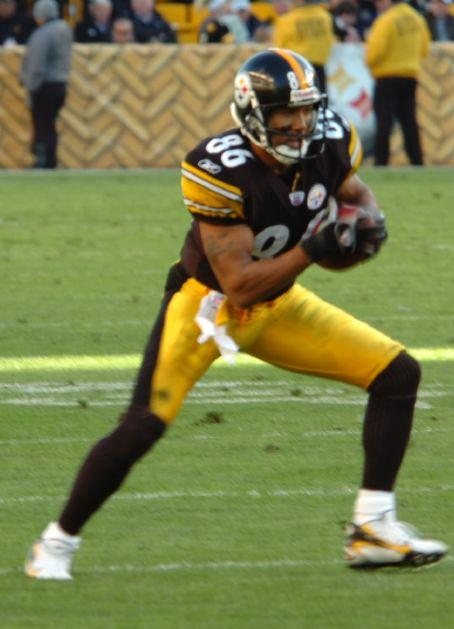
WRウォード

トムリンヘッドコーチは就任1年目の2007年シーズンを10勝6敗で終えると、2008年はAFC第2シードとなる12勝4敗の成績をあげて、最優秀コーチに選ばれた。ここ8シーズンで6度目のプレーオフ出場を果たし、7回目のスーパーボウル出場を目指すこととなった。
スティーラーズのディフェンスは相手チームに1試合平均13.9点、237.2ヤードしか許さず、これはいずれもNFLトップの記録となった。またNFL2位の51サックを相手QBにお見舞いした。ディフェンスラインのアーロン・スミスは6サック、60タックル、ラインバッカーのラマー・ウッドリーは12サック、ディフェンスプレイヤー・オブ・ザ・イヤーに選ばれたジェームズ・ハリソンは16サック、ジェームズ・ファリアーは4サック、チームトップの133タックルをあげた。セカンダリーはプロボウルセイフティのトロイ・ポラマルが自己ベストの7インターセプトをあげた。
攻撃では5年目のQB、ベン・ロスリスバーガーがチームを率い、3301ヤード、17タッチダウン、15インターセプトの成績を残した。パスのメインターゲットであるハインズ・ウォードは自身5度目となる1000ヤード以上のレシーブをあげ、81キャッチ1043ヤード、7タッチダウンの成績をあげた。他にはサントニオ・ホームズが55回のキャッチで821ヤード、ネイト・ワシントンが40回のキャッチで631ヤード、ヒース・ミラーが48回のキャッチで514ヤードをあげた・ランオフェンスではプロボウルに2度選出されていて、3シーズン連続1200ヤード以上走っていたウィリー・パーカーが怪我のため2008年は11試合の出場で791ヤード獲得にとどまった。代役を務めたメウェルデ・ムーアが588ヤードを走り、レシーブでも40キャッチで320ヤードを獲得した。プレーオフに入るとパーカーは本調子となり、ディビジョナルプレーオフでは自身ポストシーズンベストの147ヤードを走り2タッチダウンをあげた。

### プレーオフ
カージナルスはプレーオフでアトランタ・ファルコンズに30-24、カロライナ・パンサーズに33-13、フィラデルフィア・イーグルスに32-25勝利してスーパーボウル進出を果たした。ワーナーは3試合で770ヤード獲得、8タッチダウンをあげインターセプトはわずか2回でQBレイティングは112.1であった。WRのフィッツジェラルドは23回のキャッチで419ヤードを獲得しジェリー・ライスのポストシーズン記録を更新、5タッチダウンをあげた。リーグ28位だったディフェンスも3試合で12ターンオーバーを奪い、パンサーズとの試合ではプロボウル選出QBのジェイク・デロームから5インターセプト、ファンブル1回でボールを奪った。またダーネル・ドケットとブライアン・ロビンソンを中心とするラン守備は、NFL2位のランオフェンスのファルコンズを60ヤード、NFL3位のパンサーズを75ヤードに抑えた。
スティーラーズはサンディエゴ・チャージャーズに35-24、オフェンスは342ヤードを獲得しターンオーバーでボールを失うことなく、36分30秒ボールコントロールを行い、毎クォータータッチダウンをあげ、ボルチモア・レイブンズ戦では23-14、相手オフェンスを198ヤードに押さえ、ジョー・フラッコから3インターセプトを奪うなど、5回のターンオーバーを奪った。
|  |                                         |                                         |                                         |                        |                        |                        |                                            |                      |                              |                              |                              |                                           |                                           |                                           |  |  |  |  |
|  | 2009年1月4日 ドルフィン・スタジアム     | 2009年1月4日 ドルフィン・スタジアム     | 2009年1月4日 ドルフィン・スタジアム     |                        |                        | 1月10日 LPフィールド   | 1月10日 LPフィールド                       | 1月10日 LPフィールド |                              |                              |                              |                                           |                                           |                                           |  |  |  |  |
|  | 2009年1月4日 ドルフィン・スタジアム     | 2009年1月4日 ドルフィン・スタジアム     | 2009年1月4日 ドルフィン・スタジアム     |                        |                        | 1月10日 LPフィールド   | 1月10日 LPフィールド                       | 1月10日 LPフィールド |                              |                              |                              |                                           |                                           |                                           |  |  |  |  |
|  | 2009年1月4日 ドルフィン・スタジアム     | 2009年1月4日 ドルフィン・スタジアム     | 2009年1月4日 ドルフィン・スタジアム     |                        |                        | 1月10日 LPフィールド   | 1月10日 LPフィールド                       | 1月10日 LPフィールド |                              |                              |                              |                                           |                                           |                                           |  |  |  |  |
|  | 2009年1月4日 ドルフィン・スタジアム     | 2009年1月4日 ドルフィン・スタジアム     | 2009年1月4日 ドルフィン・スタジアム     |                        |                        | 1月10日 LPフィールド   | 1月10日 LPフィールド                       | 1月10日 LPフィールド |                              |                              |                              |                                           |                                           |                                           |  |  |  |  |
|  | 6                                       | レイブンズ                              | 27                                      |                        |                        | 1月10日 LPフィールド   | 1月10日 LPフィールド                       | 1月10日 LPフィールド |                              |                              |                              |                                           |                                           |                                           |  |  |  |  |
|  | 6                                       | レイブンズ                              | 27                                      | 6                      | レイブンズ             | 13                     |                                            |                      |                              |                              |                              |                                           |                                           |                                           |  |  |  |  |
|  | 3                                       | ドルフィンズ                            | 9                                       | 6                      | レイブンズ             | 13                     |                                            |                      | 1月18日 ハインツ・フィールド | 1月18日 ハインツ・フィールド | 1月18日 ハインツ・フィールド |                                           |                                           |                                           |  |  |  |  |
|  | 3                                       | ドルフィンズ                            | 9                                       | 1                      | タイタンズ             | 10                     |                                            |                      | 1月18日 ハインツ・フィールド | 1月18日 ハインツ・フィールド | 1月18日 ハインツ・フィールド |                                           |                                           |                                           |  |  |  |  |
|  |                                         |                                         |                                         | 1                      | タイタンズ             | 10                     |                                            |                      | 1月18日 ハインツ・フィールド | 1月18日 ハインツ・フィールド | 1月18日 ハインツ・フィールド |                                           |                                           |                                           |  |  |  |  |
|  | AFC                                     |                                         |                                         |                        |                        |                        |                                            |                      | 1月18日 ハインツ・フィールド | 1月18日 ハインツ・フィールド | 1月18日 ハインツ・フィールド |                                           |                                           |                                           |  |  |  |  |
|  | 2009年1月3日 クアルコム・スタジアム     | 2009年1月3日 クアルコム・スタジアム     | 2009年1月3日 クアルコム・スタジアム     | 6                      | レイブンズ             | 14                     |                                            |                      |                              |                              |                              |                                           |                                           |                                           |  |  |  |  |
|  | 2009年1月3日 クアルコム・スタジアム     | 2009年1月3日 クアルコム・スタジアム     | 2009年1月3日 クアルコム・スタジアム     | 6                      | レイブンズ             | 14                     | 1月11日 ハインツ・フィールド               |                      |                              |                              |                              |                                           |                                           |                                           |  |  |  |  |
|  | 2009年1月3日 クアルコム・スタジアム     | 2009年1月3日 クアルコム・スタジアム     | 2009年1月3日 クアルコム・スタジアム     |                        | 2                      | スティーラーズ         | 23                                         |                      |                              |                              |                              |                                           |                                           |                                           |  |  |  |  |
|  | 2009年1月3日 クアルコム・スタジアム     | 2009年1月3日 クアルコム・スタジアム     | 2009年1月3日 クアルコム・スタジアム     |                        | 2                      | スティーラーズ         | 23                                         |                      |                              |                              |                              |                                           |                                           |                                           |  |  |  |  |
|  | 5                                       | コルツ                                  | 17                                      | AFC チャンピオンシップ | AFC チャンピオンシップ | AFC チャンピオンシップ |                                            |                      |                              |                              |                              |                                           |                                           |                                           |  |  |  |  |
|  | 5                                       | コルツ                                  | 17                                      | AFC チャンピオンシップ | AFC チャンピオンシップ | AFC チャンピオンシップ | 4                                          | チャージャーズ       | 24                           |                              |                              |                                           |                                           |                                           |  |  |  |  |
|  | 4                                       | チャージャーズ                          | 23*                                     | AFC チャンピオンシップ | AFC チャンピオンシップ | AFC チャンピオンシップ | 4                                          | チャージャーズ       | 24                           |                              |                              | 2月1日 レイモンド・ジェームス・スタジアム | 2月1日 レイモンド・ジェームス・スタジアム | 2月1日 レイモンド・ジェームス・スタジアム |  |  |  |  |
|  | 4                                       | チャージャーズ                          | 23*                                     | AFC チャンピオンシップ | AFC チャンピオンシップ | AFC チャンピオンシップ | 2                                          | スティーラーズ       | 35                           |                              |                              | 2月1日 レイモンド・ジェームス・スタジアム | 2月1日 レイモンド・ジェームス・スタジアム | 2月1日 レイモンド・ジェームス・スタジアム |  |  |  |  |
|  | ワイルドカード・プレーオフ              |                                         |                                         |                        |                        |                        | 2                                          | スティーラーズ       | 35                           |                              |                              | 2月1日 レイモンド・ジェームス・スタジアム | 2月1日 レイモンド・ジェームス・スタジアム | 2月1日 レイモンド・ジェームス・スタジアム |  |  |  |  |
|  | ディビジョナル・プレーオフ              |                                         |                                         |                        |                        |                        |                                            |                      |                              |                              |                              | 2月1日 レイモンド・ジェームス・スタジアム | 2月1日 レイモンド・ジェームス・スタジアム | 2月1日 レイモンド・ジェームス・スタジアム |  |  |  |  |
|  | 2009年1月4日 HHHメトロドーム            | 2009年1月4日 HHHメトロドーム            | 2009年1月4日 HHHメトロドーム            | A2                     | スティーラーズ         | 27                     |                                            |                      |                              |                              |                              |                                           |                                           |                                           |  |  |  |  |
|  | 2009年1月4日 HHHメトロドーム            | 2009年1月4日 HHHメトロドーム            | 2009年1月4日 HHHメトロドーム            | A2                     | スティーラーズ         | 27                     | 1月11日 ジャイアンツ・スタジアム           |                      |                              |                              |                              |                                           |                                           |                                           |  |  |  |  |
|  | 2009年1月4日 HHHメトロドーム            | 2009年1月4日 HHHメトロドーム            | 2009年1月4日 HHHメトロドーム            |                        | N4                     | カージナルス           | 23                                         |                      |                              |                              |                              |                                           |                                           |                                           |  |  |  |  |
|  | 2009年1月4日 HHHメトロドーム            | 2009年1月4日 HHHメトロドーム            | 2009年1月4日 HHHメトロドーム            |                        | N4                     | カージナルス           | 23                                         |                      |                              |                              |                              |                                           |                                           |                                           |  |  |  |  |
|  | 6                                       | イーグルス                              | 26                                      | 第43回スーパーボウル   | 第43回スーパーボウル   | 第43回スーパーボウル   |                                            |                      |                              |                              |                              |                                           |                                           |                                           |  |  |  |  |
|  | 6                                       | イーグルス                              | 26                                      | 第43回スーパーボウル   | 第43回スーパーボウル   | 第43回スーパーボウル   | 6                                          | イーグルス           | 23                           |                              |                              |                                           |                                           |                                           |  |  |  |  |
|  | 3                                       | バイキングス                            | 14                                      | 第43回スーパーボウル   | 第43回スーパーボウル   | 第43回スーパーボウル   | 6                                          | イーグルス           | 23                           |                              |                              | 1月18日 フェニックス大学スタジアム        | 1月18日 フェニックス大学スタジアム        | 1月18日 フェニックス大学スタジアム        |  |  |  |  |
|  | 3                                       | バイキングス                            | 14                                      | 第43回スーパーボウル   | 第43回スーパーボウル   | 第43回スーパーボウル   | 1                                          | ジャイアンツ         | 11                           |                              |                              | 1月18日 フェニックス大学スタジアム        | 1月18日 フェニックス大学スタジアム        | 1月18日 フェニックス大学スタジアム        |  |  |  |  |
|  |                                         |                                         |                                         |                        |                        |                        | 1                                          | ジャイアンツ         | 11                           |                              |                              | 1月18日 フェニックス大学スタジアム        | 1月18日 フェニックス大学スタジアム        | 1月18日 フェニックス大学スタジアム        |  |  |  |  |
|  | NFC                                     |                                         |                                         |                        |                        |                        |                                            |                      |                              |                              |                              | 1月18日 フェニックス大学スタジアム        | 1月18日 フェニックス大学スタジアム        | 1月18日 フェニックス大学スタジアム        |  |  |  |  |
|  | 2009年1月3日 フェニックス大学スタジアム | 2009年1月3日 フェニックス大学スタジアム | 2009年1月3日 フェニックス大学スタジアム | 6                      | イーグルス             | 25                     |                                            |                      |                              |                              |                              |                                           |                                           |                                           |  |  |  |  |
|  | 2009年1月3日 フェニックス大学スタジアム | 2009年1月3日 フェニックス大学スタジアム | 2009年1月3日 フェニックス大学スタジアム | 6                      | イーグルス             | 25                     | 1月10日 バンク・オブ・アメリカ・スタジアム |                      |                              |                              |                              |                                           |                                           |                                           |  |  |  |  |
|  | 2009年1月3日 フェニックス大学スタジアム | 2009年1月3日 フェニックス大学スタジアム | 2009年1月3日 フェニックス大学スタジアム |                        | 4                      | カージナルス           | 32                                         |                      |                              |                              |                              |                                           |                                           |                                           |  |  |  |  |
|  | 2009年1月3日 フェニックス大学スタジアム | 2009年1月3日 フェニックス大学スタジアム | 2009年1月3日 フェニックス大学スタジアム |                        | 4                      | カージナルス           | 32                                         |                      |                              |                              |                              |                                           |                                           |                                           |  |  |  |  |
|  | 5                                       | ファルコンズ                            | 24                                      | NFC チャンピオンシップ | NFC チャンピオンシップ | NFC チャンピオンシップ |                                            |                      |                              |                              |                              |                                           |                                           |                                           |  |  |  |  |
|  | 5                                       | ファルコンズ                            | 24                                      | NFC チャンピオンシップ | NFC チャンピオンシップ | NFC チャンピオンシップ | 4                                          | カージナルス         | 33                           |                              |                              |                                           |                                           |                                           |  |  |  |  |
|  | 4                                       | カージナルス                            | 30                                      | NFC チャンピオンシップ | NFC チャンピオンシップ | NFC チャンピオンシップ | 4                                          | カージナルス         | 33                           |                              |                              |                                           |                                           |                                           |  |  |  |  |
|  | 4                                       | カージナルス                            | 30                                      | NFC チャンピオンシップ | NFC チャンピオンシップ | NFC チャンピオンシップ | 2                                          | パンサーズ           | 13                           |                              |                              |                                           |                                           |                                           |  |  |  |  |
|  |                                         |                                         |                                         |                        |                        |                        | 2                                          | パンサーズ           | 13                           |                              |                              |                                           |                                           |                                           |  |  |  |  |

## 試合開催前の話題
1月26日月曜に両チームがタンパ入りした。NFLはスーパーボウルのゲーム中の警備体制がアメリカ中で最も安全であることをアナウンスした。ラスベガスのブックメーカーはスティーラーズ6.5点有利のオッズを示した。主な要素は両チームのディフェンス力、AFCとNFCのレベル差があると見られることによる。ホームチームとなったカージナルスが赤色のジャージ、スティーラーズが白のジャージでプレイすることが決まった。

## 歴史的位置づけ
この両チームは選手が不足した第二次世界大戦中の1944年にはCard-Pittという1つのチームとなっていた。スティーラーズはスーパーボウル史上単独最多となる6回目の優勝を、カージナルスは1947年以来の優勝を目指した。AFL創設やダラス・カウボーイズなどのエクスパンションチームが誕生した1960年よりも前に創立された2チームがスーパーボウルで対戦するのは、第14回（1980年1月）のスティーラーズ対ロサンゼルス・ラムズ、第41回（2007年2月）のインディアナポリス・コルツ対シカゴ・ベアーズに次いで今回が史上3度目である。また、両チームの先発クォーターバック（ベン・ロスリスバーガーとカート・ワーナー）が2人とも過去にスーパーボウル制覇を果たした経験を持つというのは、第18回（1984年1月）以来のことである。

## 試合の経過
| \| 開始 \| 開始 \| 開始 \| ボール保持 \| ドライブ \| ドライブ \| TOP \| 結果 \| 得点内容 \| 得点内容 \| 得点内容 \| 得点 \| 得点 \| \| Q \| 時間 \| 地点 \| ボール保持 \| P \| yd \| TOP \| 結果 \| yd \| 得点者 \| PAT \| スティーラーズ \| カージナルス \| \| ------------------------------------------------------------------------------------------------------------------------------- \| ------------------------------------------------------------------------------------------------------------------------------- \| ------------------------------------------------------------------------------------------------------------------------------- \| ------------------------------------------------------------------------------------------------------------------------------- \| ------------------------------------------------------------------------------------------------------------------------------- \| ------------------------------------------------------------------------------------------------------------------------------- \| ------------------------------------------------------------------------------------------------------------------------------- \| ------------------------------------------------------------------------------------------------------------------------------- \| ------------------------------------------------------------------------------------------------------------------------------- \| ------------------------------------------------------------------------------------------------------------------------------- \| ------------------------------------------------------------------------------------------------------------------------------- \| -------------- \| ------------ \| \| 1 \| 15:00 \| 自陣28 \| スティーラーズ \| 9 \| 71 \| 5:15 \| フィールドゴール成功 \| 18 \| Reed \| — \| 3 \| 0 \| \| 1 \| 9:45 \| 自陣27 \| カージナルス \| 5 \| 3 \| 3:32 \| パント \| — \| — \| — \| — \| — \| \| 1-2 \| 6:13 \| 自陣31 \| スティーラーズ \| 11 \| 69 \| 7:12 \| タッチダウン（ラン） \| 1 \| Russell \| キック成功 \| 10 \| 0 \| \| 2 \| 14:01 \| 自陣17 \| カージナルス \| 9 \| 83 \| 5:27 \| タッチダウン（パス） \| 1 \| ワーナー→Patrick \| キック成功 \| 10 \| 7 \| \| 2 \| 8:34 \| 自陣22 \| スティーラーズ \| 5 \| 12 \| 4:18 \| パント \| — \| — \| — \| — \| — \| \| 2 \| 4:16 \| 敵陣43 \| カージナルス \| 3 \| -17 \| 1:30 \| パント \| — \| — \| — \| — \| — \| \| 2 \| 2:46 \| 自陣16 \| スティーラーズ \| 2 \| 6 \| 0:46 \| インターセプト \| — \| — \| — \| — \| — \| \| 2 \| 2:00 \| 敵陣34 \| カージナルス \| 8 \| 33 \| 2:00 \| インターセプトリターンTD \| 100 \| Harrison \| キック成功 \| 17 \| 7 \| \| 前半終了 \| \| \| \| \| \| \| \| \| \| \| \| \| \| 3 \| 15:00 \| 自陣24 \| カージナルス \| 7 \| 27 \| 4:10 \| パント \| — \| — \| — \| — \| — \| \| 3 \| 10:50 \| 自陣18 \| スティーラーズ \| 16 \| 79 \| 8:39 \| フィールドゴール成功 \| 21 \| Reed \| — \| 20 \| 7 \| \| 3-4 \| 2:11 \| 自陣20 \| カージナルス \| 6 \| 10 \| 3:30 \| パント \| — \| — \| — \| — \| — \| \| 4 \| 13:41 \| 自陣43 \| スティーラーズ \| 3 \| -5 \| 2:11 \| パント \| — \| — \| — \| — \| — \| \| 4 \| 11:30 \| 自陣13 \| カージナルス \| 8 \| 87 \| 3:57 \| タッチダウン（パス） \| 1 \| ワーナー→フィッツジェラルド \| キック成功 \| 20 \| 14 \| \| 4 \| 7:33 \| 自陣24 \| スティーラーズ \| 3 \| 4 \| 2:05 \| パント \| — \| — \| — \| — \| — \| \| 4 \| 5:28 \| 自陣25 \| カージナルス \| 5 \| 3 \| 2:02 \| パント \| — \| — \| — \| — \| — \| \| 4 \| 3:26 \| 自陣1 \| スティーラーズ \| 2 \| -1 \| 0:28 \| セイフティ \| — \| エンドゾーン内で反則 \| — \| 20 \| 16 \| \| 4 \| 2:58 \| 自陣36 \| カージナルス \| 2 \| 67 \| 0:21 \| タッチダウン（パス） \| 64 \| ワーナー→フィッツジェラルド \| キック成功 \| 20 \| 23 \| \| 4 \| 2:37 \| 自陣22 \| スティーラーズ \| 8 \| 78 \| 2:02 \| タッチダウン（パス） \| 6 \| ロスリスバーガー→Holmes \| キック成功 \| 27 \| 23 \| \| 4 \| 0:35 \| 自陣23 \| カージナルス \| 3 \| 33 \| 0:30 \| ファンブルロスト \| — \| — \| — \| — \| — \| \| 4 \| 0:05 \| 自陣29 \| スティーラーズ \| 1 \| -1 \| 0:05 \| 試合終了 \| — \| — \| — \| — \| — \| \| P=プレー数、TOP=タイム・オブ・ポゼッション、PAT=ポイント・アフター・タッチダウン。 アメリカンフットボールの用語集 (en) も参照。 \| P=プレー数、TOP=タイム・オブ・ポゼッション、PAT=ポイント・アフター・タッチダウン。 アメリカンフットボールの用語集 (en) も参照。 \| P=プレー数、TOP=タイム・オブ・ポゼッション、PAT=ポイント・アフター・タッチダウン。 アメリカンフットボールの用語集 (en) も参照。 \| P=プレー数、TOP=タイム・オブ・ポゼッション、PAT=ポイント・アフター・タッチダウン。 アメリカンフットボールの用語集 (en) も参照。 \| P=プレー数、TOP=タイム・オブ・ポゼッション、PAT=ポイント・アフター・タッチダウン。 アメリカンフットボールの用語集 (en) も参照。 \| P=プレー数、TOP=タイム・オブ・ポゼッション、PAT=ポイント・アフター・タッチダウン。 アメリカンフットボールの用語集 (en) も参照。 \| P=プレー数、TOP=タイム・オブ・ポゼッション、PAT=ポイント・アフター・タッチダウン。 アメリカンフットボールの用語集 (en) も参照。 \| P=プレー数、TOP=タイム・オブ・ポゼッション、PAT=ポイント・アフター・タッチダウン。 アメリカンフットボールの用語集 (en) も参照。 \| P=プレー数、TOP=タイム・オブ・ポゼッション、PAT=ポイント・アフター・タッチダウン。 アメリカンフットボールの用語集 (en) も参照。 \| P=プレー数、TOP=タイム・オブ・ポゼッション、PAT=ポイント・アフター・タッチダウン。 アメリカンフットボールの用語集 (en) も参照。 \| P=プレー数、TOP=タイム・オブ・ポゼッション、PAT=ポイント・アフター・タッチダウン。 アメリカンフットボールの用語集 (en) も参照。 \| 27 \| 23 \| | | | | | | | | | | |                |              |
| 開始 | 開始 | 開始 | ボール保持 | ドライブ | ドライブ | TOP | 結果 | 得点内容 | 得点内容 | 得点内容 | 得点           | 得点         |
| Q | 時間 | 地点 | ボール保持 | P | yd | TOP | 結果 | yd | 得点者 | PAT | スティーラーズ | カージナルス |
| 1 | 15:00 | 自陣28 | スティーラーズ | 9 | 71 | 5:15 | フィールドゴール成功 | 18 | Reed | — | 3              | 0            |
| 1 | 9:45 | 自陣27 | カージナルス | 5 | 3 | 3:32 | パント | — | — | — | —              | —            |
| 1-2 | 6:13 | 自陣31 | スティーラーズ | 11 | 69 | 7:12 | タッチダウン（ラン） | 1 | Russell | キック成功 | 10             | 0            |
| 2 | 14:01 | 自陣17 | カージナルス | 9 | 83 | 5:27 | タッチダウン（パス） | 1 | ワーナー→Patrick | キック成功 | 10             | 7            |
| 2 | 8:34 | 自陣22 | スティーラーズ | 5 | 12 | 4:18 | パント | — | — | — | —              | —            |
| 2 | 4:16 | 敵陣43 | カージナルス | 3 | -17 | 1:30 | パント | — | — | — | —              | —            |
| 2 | 2:46 | 自陣16 | スティーラーズ | 2 | 6 | 0:46 | インターセプト | — | — | — | —              | —            |
| 2 | 2:00 | 敵陣34 | カージナルス | 8 | 33 | 2:00 | インターセプトリターンTD | 100 | Harrison | キック成功 | 17             | 7            |
| 前半終了 | | | | | | | | | | |                |              |
| 3 | 15:00 | 自陣24 | カージナルス | 7 | 27 | 4:10 | パント | — | — | — | —              | —            |
| 3 | 10:50 | 自陣18 | スティーラーズ | 16 | 79 | 8:39 | フィールドゴール成功 | 21 | Reed | — | 20             | 7            |
| 3-4 | 2:11 | 自陣20 | カージナルス | 6 | 10 | 3:30 | パント | — | — | — | —              | —            |
| 4 | 13:41 | 自陣43 | スティーラーズ | 3 | -5 | 2:11 | パント | — | — | — | —              | —            |
| 4 | 11:30 | 自陣13 | カージナルス | 8 | 87 | 3:57 | タッチダウン（パス） | 1 | ワーナー→フィッツジェラルド | キック成功 | 20             | 14           |
| 4 | 7:33 | 自陣24 | スティーラーズ | 3 | 4 | 2:05 | パント | — | — | — | —              | —            |
| 4 | 5:28 | 自陣25 | カージナルス | 5 | 3 | 2:02 | パント | — | — | — | —              | —            |
| 4 | 3:26 | 自陣1 | スティーラーズ | 2 | -1 | 0:28 | セイフティ | — | エンドゾーン内で反則 | — | 20             | 16           |
| 4 | 2:58 | 自陣36 | カージナルス | 2 | 67 | 0:21 | タッチダウン（パス） | 64 | ワーナー→フィッツジェラルド | キック成功 | 20             | 23           |
| 4 | 2:37 | 自陣22 | スティーラーズ | 8 | 78 | 2:02 | タッチダウン（パス） | 6 | ロスリスバーガー→Holmes | キック成功 | 27             | 23           |
| 4 | 0:35 | 自陣23 | カージナルス | 3 | 33 | 0:30 | ファンブルロスト | — | — | — | —              | —            |
| 4 | 0:05 | 自陣29 | スティーラーズ | 1 | -1 | 0:05 | 試合終了 | — | — | — | —              | —            |
| P=プレー数、TOP=タイム・オブ・ポゼッション、PAT=ポイント・アフター・タッチダウン。 アメリカンフットボールの用語集 (en) も参照。 | P=プレー数、TOP=タイム・オブ・ポゼッション、PAT=ポイント・アフター・タッチダウン。 アメリカンフットボールの用語集 (en) も参照。 | P=プレー数、TOP=タイム・オブ・ポゼッション、PAT=ポイント・アフター・タッチダウン。 アメリカンフットボールの用語集 (en) も参照。 | P=プレー数、TOP=タイム・オブ・ポゼッション、PAT=ポイント・アフター・タッチダウン。 アメリカンフットボールの用語集 (en) も参照。 | P=プレー数、TOP=タイム・オブ・ポゼッション、PAT=ポイント・アフター・タッチダウン。 アメリカンフットボールの用語集 (en) も参照。 | P=プレー数、TOP=タイム・オブ・ポゼッション、PAT=ポイント・アフター・タッチダウン。 アメリカンフットボールの用語集 (en) も参照。 | P=プレー数、TOP=タイム・オブ・ポゼッション、PAT=ポイント・アフター・タッチダウン。 アメリカンフットボールの用語集 (en) も参照。 | P=プレー数、TOP=タイム・オブ・ポゼッション、PAT=ポイント・アフター・タッチダウン。 アメリカンフットボールの用語集 (en) も参照。 | P=プレー数、TOP=タイム・オブ・ポゼッション、PAT=ポイント・アフター・タッチダウン。 アメリカンフットボールの用語集 (en) も参照。 | P=プレー数、TOP=タイム・オブ・ポゼッション、PAT=ポイント・アフター・タッチダウン。 アメリカンフットボールの用語集 (en) も参照。 | P=プレー数、TOP=タイム・オブ・ポゼッション、PAT=ポイント・アフター・タッチダウン。 アメリカンフットボールの用語集 (en) も参照。 | 27             | 23           |

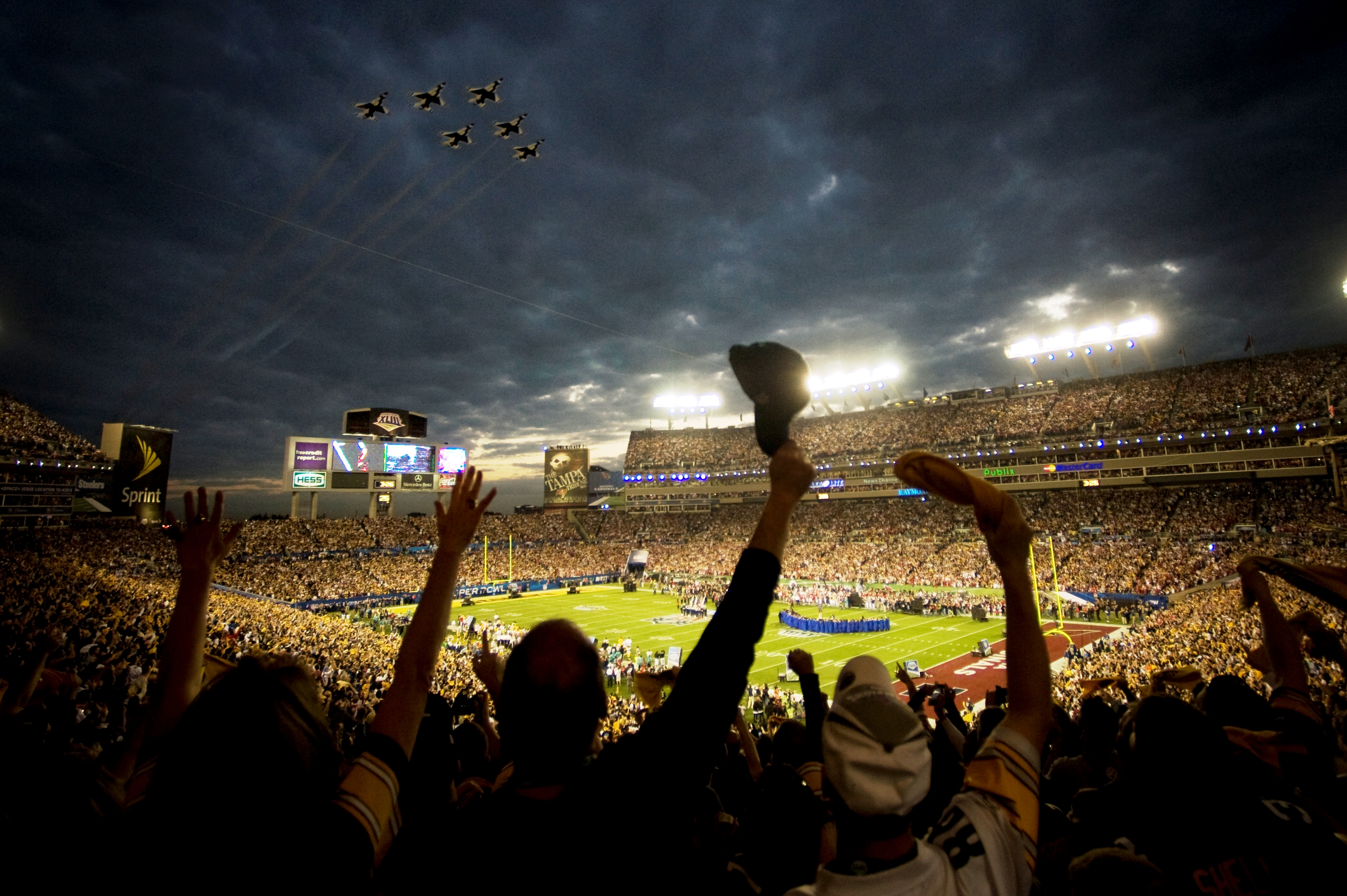
試合開始前のレイモンド・ジェームス・スタジアムの様子

スティーラーズは最初のドライブでベン・ロスリスバーガーからハインズ・ウォードへの38ヤードのパス、ヒース・ミラーへの21ヤードのパスなどで敵陣1ヤードまで前進、3rdダウンでロスリスバーガーのスクランブルでTDをあげたかに見えたがチャレンジが行われた結果、ゴールライン寸前でダウンしていると判定され、ジェフ・リードの18ヤードFGで3-0と先制した。カージナルスの攻撃はパントに終わり、スティーラーズはロスリスバーガーがサントニオ・ホームズへ25ヤードのパス、ミラーへ26ヤードのパス、などで前進、最後は控えRBのゲイリー・ラッセルが1ヤードのTDで10-0とリードした。最初の2回のドライブで得点をあげたのは第32回スーパーボウルでのデンバー・ブロンコス以来であった。この時点でスティーラーズの攻撃陣が135ヤードを獲得したのに対して、カージナルスはファーストダウンを1回しか獲得できなかった。
第2Q、カージナルスはカート・ワーナーからアンクワン・ボールディンへの45ヤードのパスなどで敵陣1ヤードまで前進、タイトエンドのベン・パトリックへの1ヤードのTDパスで10-7と点差を詰めた。お互いの攻撃がパントとなった後、ロスリスバーガーは前半残り2分46秒、カルロス・ダンスビーに自陣34ヤード地点でインターセプトされボールを失った。7プレー後、前半残り18秒、カージナルスは敵陣1ヤードまで前進したが、ここでワーナーのパスをジェームズ・ハリソンがエンドゾーン内でインターセプト、100ヤードをリターンTD、前半を17-7でスティーラーズがリードして折り返した。
第3Qにスティーラーズは8分39秒をかけて14プレー、79ヤードのドライブでFGをあげて20-7とリードを拡げた。カージナルスはノーハドルオフェンスで3分57秒で8プレー、87ヤード、ラリー・フィッツジェラルドへの1ヤードのTDパスを成功させ、残り時間7分33秒で20-14と6点差に迫った。
ベン・グレアムのパントで自陣1ヤードからの攻撃を強いられたスティーラーズは3rdダウン10ヤードから20ヤードのパスをホームズに通したかに見えたがセンターのジャスティン・ハートウィグがエンドゾーン内でホールディングの反則を犯しセイフティ、20-16となった。カージナルスはさらにワーナーからフィッツジェラルドへの64ヤードのTDパスを決めて23-20と逆転した。
スティーラーズは残り2分37秒、タイムアウトを2つ残して自陣22ヤードから攻撃を開始した。最初のプレーでホールディングの反則を取られ10ヤード罰退したが、ホームズへのパスを2本通して27ヤード前進、ネイト・ワシントンへの11ヤードのパス、ロスリスバーガーの4ヤードランの後、ホームズへ40ヤードのパスを通して敵陣6ヤードまで前進した。2プレー後、エンドゾーン右奥ぎりぎりでホームズがTDパスをキャッチ、27-23とスティーラーズが残り35秒で逆転を果たした。

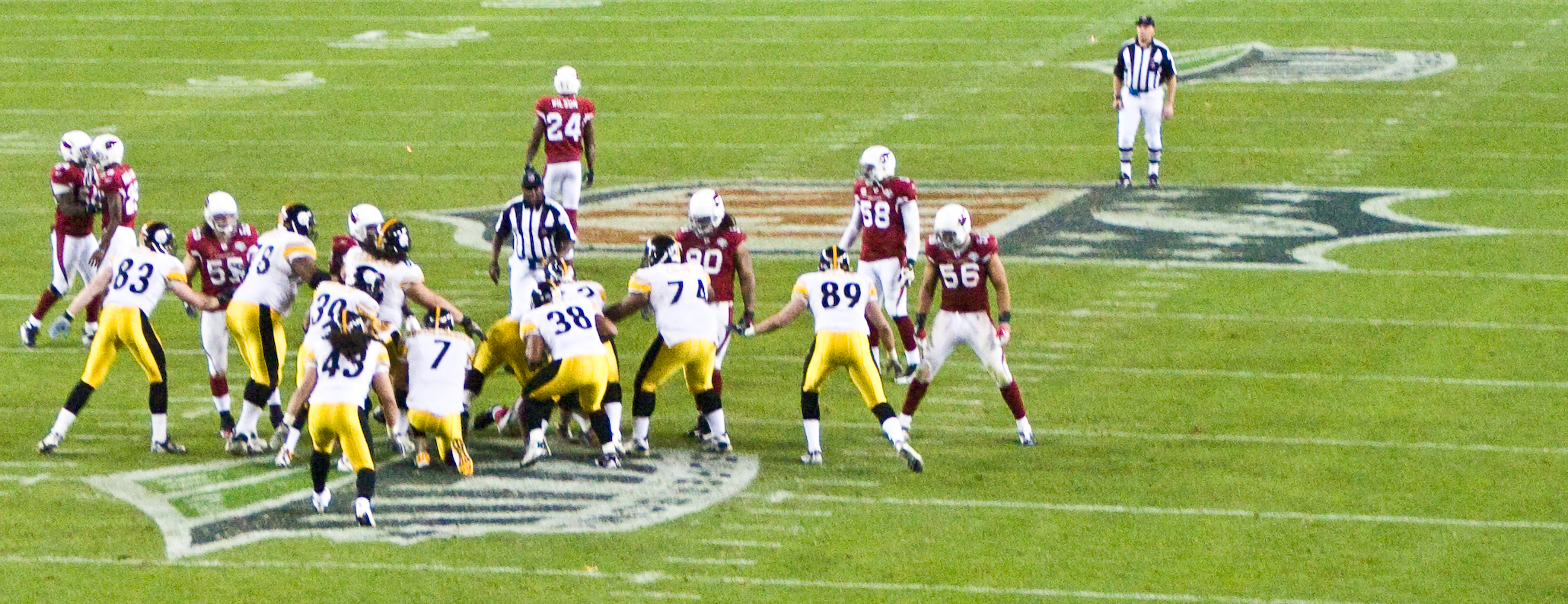
第43回スーパーボウル最後のプレー

続くキックオフでワーナーはフィッツジェラルドへの20ヤードのパス、J・J・アーリントンへ13ヤードのパスを通し敵陣44ヤードまで前進した。残り15秒でワーナーはヘイルメアリーパスを投げようとしたが、ラマー・ウッドリーがワーナーをサックしてファンブルを誘い、ブレット・キーゼルがこれをリカバーした。最後はロスリスバーガーがニーダウンし、スティーラーズが勝利した。
サントニオ・ホームズは9回のキャッチで131ヤードを獲得、1TDをあげた。一方、カージナルスではワーナーはパス43回中31回成功、377ヤード、3TD、1INT、フィッツジェラルドがレシーブ7回で127ヤード、2TDをあげた。

### スターティングラインアップ
| ピッツバーグ・スティーラーズ               | ポジション | アリゾナ・カージナルス                                       |
| ------------------------------------------ | ---------- | ------------------------------------------------------------ |
| オフェンス                                 |            |                                                              |
| ハインズ・ウォード Hines Ward              | WR         | ラリー・フィッツジェラルド Larry Fitzgerald                  |
| マックス・スタークス Max Starks            | LT         | マイク・ガンディ Mike Gandy                                  |
| クリス・キイモイアトゥ Chris Kemoeatu      | LG         | レジー・ウェルズ Reggie Wells                                |
| ジャスティン・ハートウィグ Justin Hartwig  | C          | ライル・センドレイン Lyle Sendlein                           |
| ダーネル・ステイプルトン Darnell Stapleton | RG         | デュース・ルトゥイ Deuce Lutui                               |
| ウィリー・コロン Willie Colon              | RT         | リーバイ・ブラウン Levi Brown                                |
| ヒース・ミラー Heath Miller                | TE-WR      | レナード・ポープ Leonard Pope                                |
| サントニオ・ホームズ Santonio Holmes       | WR         | アンクワン・ボールディン Anquan Boldin                       |
| ベン・ロスリスバーガー Ben Roethlisberger  | QB         | カート・ワーナー Kurt Warner                                 |
| ウィリー・パーカー Willie Parker           | RB         | エジャリン・ジェームス Edgerrin James                        |
| ケアリー・デービス Carey Davis             | FB         | テレル・スミス Terrelle Smith                                |
| ディフェンス                               |            |                                                              |
| アーロン・スミス Aaron Smith               | LE         | アントニオ・スミス Antonio Smith                             |
| ケイシー・ハンプトン Casey Hampton         | NT-LDT     | ブライアン・ロビンソン Bryan Robinson                        |
| ブレット・キーゼル Brett Keisel            | LOLB-DE    | ダーネル・ドケット Darnell Dockett                           |
| ラマー・ウッドリー LaMarr Woodley          | LOLB-RDE   | ゲイブ・ワトソン Gabe Watson                                 |
| ジェームズ・ファリアー James Farrior       | LILB-LOLB  | チキ・オキアフォー Chike Okeafor                             |
| ラリー・フット Larry Foote                 | RILB-ILB   | ジェラルド・ヘイズ Gerald Hayes                              |
| ジェームズ・ハリソン James Harrison        | ROLB       | カルロス・ダンスビー Karlos Dansby                           |
| アイク・テイラー Ike Taylor                | LCB        | ロデリック・フッド Roderick Hood                             |
| ブライアント・マクファデン Bryant McFadden | RCB        | ドミニク・ロジャース＝クロマティ Dominique Rodgers-Cromartie |
| トロイ・ポラマル Troy Polamalu             | SS         | エイドリアン・ウィルソン Adrian Wilson                       |
| ライアン・クラーク Ryan Clark              | FS         | アントレル・ロール Antrel Rolle                              |
| スペシャルチーム                           |            |                                                              |
| ジェフ・リード Jeff Reed                   | K          | ニール・ラッカーズ Neil Rackers                              |
| ミッチ・バーガー Mitch Berger              | P          | ベン・グレアム Ben Graham                                    |
| ヘッドコーチ                               |            |                                                              |
| マイク・トムリン Mike Tomlin               |            | ケン・ウィゼンハント Ken Whisenhunt                          |

## セレモニー

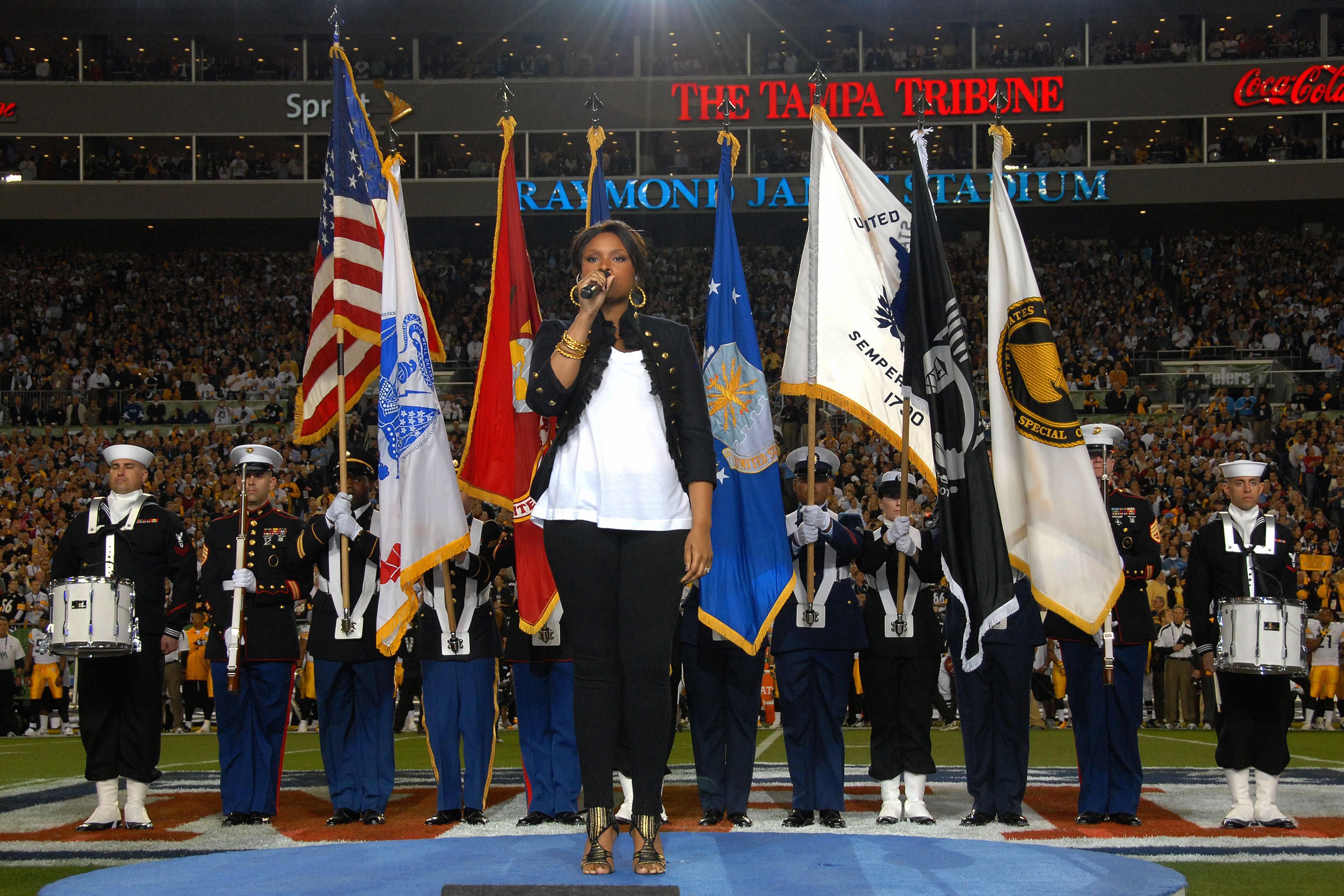
ジェニファー・ハドソンによる国歌独唱

愛国歌『アメリカ・ザ・ビューティフル』はフェイス・ヒルが、アメリカ国歌『星条旗』はアカデミー助演女優賞受賞者のジェニファー・ハドソンが、それぞれ独唱した。ハドソンは2008年10月に母・兄・甥を殺害されて以来、初の公的な場への登場となった。ハーフタイムショーはブルース・スプリングスティーンが担当し、『凍てついた10番街』（映画『明日なき暴走』収録曲）、新曲『ワーキング・オン・ア・ドリーム』を熱唱した。前回のハーフタイムショーに引き続きブリヂストンがスポンサーとなった。また過去のスーパーボウル優勝チームからの元選手たちが登場し、第13回（1979年1月）優勝のリン・スワン、第23回（1989年1月）優勝のロジャー・クレイグ、第33回（1999年1月）優勝のジョン・エルウェイによりコイントスが行われた。前年にはビル・ウォルシュの息子、ロニー・ロット、ジェリー・ライス、スティーブ・ヤングが登場しており、今回のクレイグでサンフランシスコ・フォーティナイナーズ関係者が2年連続の出演となった。ヴィンス・ロンバルディ・トロフィーの授与は第3回（1969年1月）優勝、第28回（1994年1月）でコイントスを行っているジョー・ネイマスが行った。

## テレビ中継
全米テレビ中継はNBCが、第32回（1998年1月）以来11年ぶりに担当した。2009年2月17日の地上デジタル放送完全移行前最後のスーパーボウル中継となる。実況はアル・マイケルズ、解説はジョン・マッデン、NBCのスタジオ解説者はマット・ミレンが行った。マッデンは過去にCBS、FOX、ABCでも解説に起用されたことがあり、4大ネットワークすべてでスーパーボウル解説を行う初の人物となった。
アリゾナ州ツーソンでは、カージナルスのラリー・フィッツジェラルドが第4クォーターに64ヤードタッチダウンを決めた後、約30秒間にわたってポルノ映像が流れる放送事故があった。映像が流れたのは地元テレビ局KVOA-TVが配信し、コムキャスト・ケーブルなどで受信している地域で、コムキャストは「調査の結果、誰かが悪意をもって行ったようだ」と述べた。 
また、スーパーボウルのCMでは前半終了後に映画『モンスターVSエイリアン』の3D予告編CMが放映された。
全米視聴率は42.0%で、平均視聴者数は約9,870万人であった。視聴率調査会社のニールセンは当初は平均視聴者数を約9,540万人と発表していたが、のちに上方修正しており、結果として今回のスーパーボウルは前年の約9,750万人を上回る大会史上最高の視聴者数を獲得したこととなった。この放送は2010年4月26日に発表された第31回スポーツ・エミー賞において、最優秀中継特別番組賞を受賞した。
| 2008年 第108回全米オープンゴルフ （NBC） | スポーツ・エミー賞 最優秀中継特別番組賞 2009年 | 2010年 FIFAワールドカップ決勝戦 （ABC） |

### 日本におけるテレビ中継
昨年同様、NHK衛星第1で生中継、日本テレビで同日録画。日テレG+、GAORAでも放送された。
- NHK衛星第1 - 実況：黒氏康博、解説：生沢浩
- 日本テレビ・日テレG+ - 実況：藤井貴彦、解説：後藤完夫、ゲスト:小島智子（タンパベイ・バッカニアーズ・チアリーダー）
- GAORA - 実況：濱田篤則、解説：有馬隼人、村田斉潔

## 評価
2016年2月の第50回スーパーボウル開催を目前に控えた時期、複数のメディアが過去49回のスーパーボウルすべてを名勝負順に並べたランキングを発表した。そのうち『ワシントン・ポスト』のジェレミー・ゴットリーブは、この第43回をスーパーボウル史上最高の名勝負に選んだ。他のメディアでは、『スポーツ・イラストレイテッド』のドン・バンクスと『USAトゥデイ』のネイト・デービスと『ニューヨーク・デイリーニューズ』のゲイリー・マイヤーズがそれぞれ第4位、『ニューヨーク・ポスト』のスティーブ・サービーと『ヒューストン・クロニクル』のグレッグ・レイジャンと『サンディエゴ・ユニオン＝トリビューン』のエディ・ブラウンがそれぞれ第5位、ESPNのジョン・クレイトンが第10位、『ニューズデイ』のニール・ベストが第14位という順位をつけている。

## トーナメント表
|  | |                                         |                                         |                        |                        |                        |                                            |                      |                              |                              |                              |                                           |                                           |                                           |  |  |  |  |
|  | 2009年1月4日 ドルフィン・スタジアム | 2009年1月4日 ドルフィン・スタジアム     | 2009年1月4日 ドルフィン・スタジアム     |                        |                        | 1月10日 LPフィールド   | 1月10日 LPフィールド                       | 1月10日 LPフィールド |                              |                              |                              |                                           |                                           |                                           |  |  |  |  |
|  | 2009年1月4日 ドルフィン・スタジアム | 2009年1月4日 ドルフィン・スタジアム     | 2009年1月4日 ドルフィン・スタジアム     |                        |                        | 1月10日 LPフィールド   | 1月10日 LPフィールド                       | 1月10日 LPフィールド |                              |                              |                              |                                           |                                           |                                           |  |  |  |  |
|  | 2009年1月4日 ドルフィン・スタジアム | 2009年1月4日 ドルフィン・スタジアム     | 2009年1月4日 ドルフィン・スタジアム     |                        |                        | 1月10日 LPフィールド   | 1月10日 LPフィールド                       | 1月10日 LPフィールド |                              |                              |                              |                                           |                                           |                                           |  |  |  |  |
|  | 2009年1月4日 ドルフィン・スタジアム | 2009年1月4日 ドルフィン・スタジアム     | 2009年1月4日 ドルフィン・スタジアム     |                        |                        | 1月10日 LPフィールド   | 1月10日 LPフィールド                       | 1月10日 LPフィールド |                              |                              |                              |                                           |                                           |                                           |  |  |  |  |
|  | 6 | レイブンズ                              | 27                                      |                        |                        | 1月10日 LPフィールド   | 1月10日 LPフィールド                       | 1月10日 LPフィールド |                              |                              |                              |                                           |                                           |                                           |  |  |  |  |
|  | 6 | レイブンズ                              | 27                                      | 6                      | レイブンズ             | 13                     |                                            |                      |                              |                              |                              |                                           |                                           |                                           |  |  |  |  |
|  | 3 | ドルフィンズ                            | 9                                       | 6                      | レイブンズ             | 13                     |                                            |                      | 1月18日 ハインツ・フィールド | 1月18日 ハインツ・フィールド | 1月18日 ハインツ・フィールド |                                           |                                           |                                           |  |  |  |  |
|  | 3 | ドルフィンズ                            | 9                                       | 1                      | タイタンズ             | 10                     |                                            |                      | 1月18日 ハインツ・フィールド | 1月18日 ハインツ・フィールド | 1月18日 ハインツ・フィールド |                                           |                                           |                                           |  |  |  |  |
|  | |                                         |                                         | 1                      | タイタンズ             | 10                     |                                            |                      | 1月18日 ハインツ・フィールド | 1月18日 ハインツ・フィールド | 1月18日 ハインツ・フィールド |                                           |                                           |                                           |  |  |  |  |
|  | AFC |                                         |                                         |                        |                        |                        |                                            |                      | 1月18日 ハインツ・フィールド | 1月18日 ハインツ・フィールド | 1月18日 ハインツ・フィールド |                                           |                                           |                                           |  |  |  |  |
|  | 2009年1月3日 クアルコム・スタジアム | 2009年1月3日 クアルコム・スタジアム     | 2009年1月3日 クアルコム・スタジアム     | 6                      | レイブンズ             | 14                     |                                            |                      |                              |                              |                              |                                           |                                           |                                           |  |  |  |  |
|  | 2009年1月3日 クアルコム・スタジアム | 2009年1月3日 クアルコム・スタジアム     | 2009年1月3日 クアルコム・スタジアム     | 6                      | レイブンズ             | 14                     | 1月11日 ハインツ・フィールド               |                      |                              |                              |                              |                                           |                                           |                                           |  |  |  |  |
|  | 2009年1月3日 クアルコム・スタジアム | 2009年1月3日 クアルコム・スタジアム     | 2009年1月3日 クアルコム・スタジアム     |                        | 2                      | スティーラーズ         | 23                                         |                      |                              |                              |                              |                                           |                                           |                                           |  |  |  |  |
|  | 2009年1月3日 クアルコム・スタジアム | 2009年1月3日 クアルコム・スタジアム     | 2009年1月3日 クアルコム・スタジアム     |                        | 2                      | スティーラーズ         | 23                                         |                      |                              |                              |                              |                                           |                                           |                                           |  |  |  |  |
|  | 5 | コルツ                                  | 17                                      | AFC チャンピオンシップ | AFC チャンピオンシップ | AFC チャンピオンシップ |                                            |                      |                              |                              |                              |                                           |                                           |                                           |  |  |  |  |
|  | 5 | コルツ                                  | 17                                      | AFC チャンピオンシップ | AFC チャンピオンシップ | AFC チャンピオンシップ | 4                                          | チャージャーズ       | 24                           |                              |                              |                                           |                                           |                                           |  |  |  |  |
|  | 4 | チャージャーズ                          | 23*                                     | AFC チャンピオンシップ | AFC チャンピオンシップ | AFC チャンピオンシップ | 4                                          | チャージャーズ       | 24                           |                              |                              | 2月1日 レイモンド・ジェームス・スタジアム | 2月1日 レイモンド・ジェームス・スタジアム | 2月1日 レイモンド・ジェームス・スタジアム |  |  |  |  |
|  | 4 | チャージャーズ                          | 23*                                     | AFC チャンピオンシップ | AFC チャンピオンシップ | AFC チャンピオンシップ | 2                                          | スティーラーズ       | 35                           |                              |                              | 2月1日 レイモンド・ジェームス・スタジアム | 2月1日 レイモンド・ジェームス・スタジアム | 2月1日 レイモンド・ジェームス・スタジアム |  |  |  |  |
|  | ワイルドカード・プレーオフ |                                         |                                         |                        |                        |                        | 2                                          | スティーラーズ       | 35                           |                              |                              | 2月1日 レイモンド・ジェームス・スタジアム | 2月1日 レイモンド・ジェームス・スタジアム | 2月1日 レイモンド・ジェームス・スタジアム |  |  |  |  |
|  | ディビジョナル・プレーオフ |                                         |                                         |                        |                        |                        |                                            |                      |                              |                              |                              | 2月1日 レイモンド・ジェームス・スタジアム | 2月1日 レイモンド・ジェームス・スタジアム | 2月1日 レイモンド・ジェームス・スタジアム |  |  |  |  |
|  | 2009年1月4日 HHHメトロドーム | 2009年1月4日 HHHメトロドーム            | 2009年1月4日 HHHメトロドーム            | A2                     | スティーラーズ         | 27                     |                                            |                      |                              |                              |                              |                                           |                                           |                                           |  |  |  |  |
|  | 2009年1月4日 HHHメトロドーム | 2009年1月4日 HHHメトロドーム            | 2009年1月4日 HHHメトロドーム            | A2                     | スティーラーズ         | 27                     | 1月11日 ジャイアンツ・スタジアム           |                      |                              |                              |                              |                                           |                                           |                                           |  |  |  |  |
|  | 2009年1月4日 HHHメトロドーム | 2009年1月4日 HHHメトロドーム            | 2009年1月4日 HHHメトロドーム            |                        | N4                     | カージナルス           | 23                                         |                      |                              |                              |                              |                                           |                                           |                                           |  |  |  |  |
|  | 2009年1月4日 HHHメトロドーム | 2009年1月4日 HHHメトロドーム            | 2009年1月4日 HHHメトロドーム            |                        | N4                     | カージナルス           | 23                                         |                      |                              |                              |                              |                                           |                                           |                                           |  |  |  |  |
|  | 6 | イーグルス                              | 26                                      | 第43回スーパーボウル   | 第43回スーパーボウル   | 第43回スーパーボウル   |                                            |                      |                              |                              |                              |                                           |                                           |                                           |  |  |  |  |
|  | 6 | イーグルス                              | 26                                      | 第43回スーパーボウル   | 第43回スーパーボウル   | 第43回スーパーボウル   | 6                                          | イーグルス           | 23                           |                              |                              |                                           |                                           |                                           |  |  |  |  |
|  | 3 | バイキングス                            | 14                                      | 第43回スーパーボウル   | 第43回スーパーボウル   | 第43回スーパーボウル   | 6                                          | イーグルス           | 23                           |                              |                              | 1月18日 フェニックス大学スタジアム        | 1月18日 フェニックス大学スタジアム        | 1月18日 フェニックス大学スタジアム        |  |  |  |  |
|  | 3 | バイキングス                            | 14                                      | 第43回スーパーボウル   | 第43回スーパーボウル   | 第43回スーパーボウル   | 1                                          | ジャイアンツ         | 11                           |                              |                              | 1月18日 フェニックス大学スタジアム        | 1月18日 フェニックス大学スタジアム        | 1月18日 フェニックス大学スタジアム        |  |  |  |  |
|  | |                                         |                                         |                        |                        |                        | 1                                          | ジャイアンツ         | 11                           |                              |                              | 1月18日 フェニックス大学スタジアム        | 1月18日 フェニックス大学スタジアム        | 1月18日 フェニックス大学スタジアム        |  |  |  |  |
|  | NFC |                                         |                                         |                        |                        |                        |                                            |                      |                              |                              |                              | 1月18日 フェニックス大学スタジアム        | 1月18日 フェニックス大学スタジアム        | 1月18日 フェニックス大学スタジアム        |  |  |  |  |
|  | 2009年1月3日 フェニックス大学スタジアム | 2009年1月3日 フェニックス大学スタジアム | 2009年1月3日 フェニックス大学スタジアム | 6                      | イーグルス             | 25                     |                                            |                      |                              |                              |                              |                                           |                                           |                                           |  |  |  |  |
|  | 2009年1月3日 フェニックス大学スタジアム | 2009年1月3日 フェニックス大学スタジアム | 2009年1月3日 フェニックス大学スタジアム | 6                      | イーグルス             | 25                     | 1月10日 バンク・オブ・アメリカ・スタジアム |                      |                              |                              |                              |                                           |                                           |                                           |  |  |  |  |
|  | 2009年1月3日 フェニックス大学スタジアム | 2009年1月3日 フェニックス大学スタジアム | 2009年1月3日 フェニックス大学スタジアム |                        | 4                      | カージナルス           | 32                                         |                      |                              |                              |                              |                                           |                                           |                                           |  |  |  |  |
|  | 2009年1月3日 フェニックス大学スタジアム | 2009年1月3日 フェニックス大学スタジアム | 2009年1月3日 フェニックス大学スタジアム |                        | 4                      | カージナルス           | 32                                         |                      |                              |                              |                              |                                           |                                           |                                           |  |  |  |  |
|  | 5 | ファルコンズ                            | 24                                      | NFC チャンピオンシップ | NFC チャンピオンシップ | NFC チャンピオンシップ |                                            |                      |                              |                              |                              |                                           |                                           |                                           |  |  |  |  |
|  | 5 | ファルコンズ                            | 24                                      | NFC チャンピオンシップ | NFC チャンピオンシップ | NFC チャンピオンシップ | 4                                          | カージナルス         | 33                           |                              |                              |                                           |                                           |                                           |  |  |  |  |
|  | 4 | カージナルス                            | 30                                      | NFC チャンピオンシップ | NFC チャンピオンシップ | NFC チャンピオンシップ | 4                                          | カージナルス         | 33                           |                              |                              |                                           |                                           |                                           |  |  |  |  |
|  | 4 | カージナルス                            | 30                                      | NFC チャンピオンシップ | NFC チャンピオンシップ | NFC チャンピオンシップ | 2                                          | パンサーズ           | 13                           |                              |                              |                                           |                                           |                                           |  |  |  |  |
|  | |                                         |                                         |                        |                        |                        | 2                                          | パンサーズ           | 13                           |                              |                              |                                           |                                           |                                           |  |  |  |  |
|  | - 対戦カード及びスタジアムはシード順で決定される。 そのラウンドに登場する最上位チームが最下位チームとホームで対戦、残った2チームが上位チームのホームで対戦する。 - スーパーボウル開催地は事前にオーナー会議で決定。 - チーム名の左の数字は、2008年レギュラーシーズンの結果に基づいて決定されたシード順。 - * は延長戦決着 - 日付はアメリカ東部時間 |                                         |                                         |                        |                        |                        |                                            |                      |                              |                              |                              |                                           |                                           |                                           |  |  |  |  |